# Emilio Orta Fernández
Emilio Orta Fernández (Sevilla, 1942 – Valencia, 5 de mayo de 2018) fue un empresario español.

## Biografías
Emilio Orta comenzó su carrera empresarial en 1970 fundando la empresa "Manufacturas Fonos" dedicada al sector del recambio del automóvil. Bajo su mandato, revolucionó el sector con el Aluminox, producto especializado en los tubos de escape. En agosto de 1995, la empresa fue adquirida por la multinacional Tenneco Automotive en agosto de 1995. De todas maneras, Orta siguió dirigiendo la empresa hasta 2002. Paralelamente, Orta se puso al frente de Agfra, empresa dedicada a la fabricación de piezas para sistemas de escape.
En el ámbito de la representación empresarial, en 2006 Orta entró como vocal en la junta directiva de la Asociación Valenciana de la Industria de Automoción y, ya en 2008, escaló a su presidencia, cargo que ostentó hasta su fallecimiento. Bajo su mandato, la entidad cambió su nombre por el de Clúster de Automoción de la Comunitat Valenciana. También ha sido presidente del Club para la Innovación de la Comunitat Valenciana.
Orta falleció el 5 de mayo de 2018, en la Clínica Quirón de Valencia, tras una larga convalecencia.<ref name="Bio/">